# سرژ خوش‌تیپ
سرژ خوش‌تیپ (فرانسوی: Le Beau Serge‎) فیلمی در ژانر دراما به کارگردانی کلود شابرول و کلود دو ژیوره است که در سال ۱۹۵۸ منتشر شد. از بازیگران آن می‌توان به ژان-کلود برایلی، برنادت لافون و کلود شابرول اشاره کرد.